# دهستان دشت لاله
دهستان دشت لاله نام دهستانی در بخش اسیر شهرستان مهر، استان فارس در ایران است. مرکز آن روستای شهرک امام خمینی است. براساس سرشماری مرکز آمار ایران در سال ۱۳۹۵، جمعیت آن ۵۱۴۳ نفر (۱۳۶۴ خانوار)، ۲۵۸۲ مرد و ۲۵۶۱ زن بوده‌است.
بزرگ‌ترین روستاهای دهستان دشت لاله از حیث جمعیت، به ترتیب عبارتند از: شهرک امام خمینی، دارالمیزان، سمنگان، نوآباد، گنبدو، کوربلند، قلعه سرگاه، گاوچاه، جوینو، میو، کریم آباد، برکه آبی، آزادخانی، بلکره، کتویه، چاه پهن، پاکل و چک چک.
دهستان دشت لاله، از حیث مساحت، بزرگ‌ترین دهستان شهرستان مهر است، بزرگ‌تر از دهستان‌های مرکزی مهر، گله دار و اسیر.
تفرجگاه‌های بزرگ این دهستان، عبارتند از چک چک، سد خاکی مشک آویز ، سد خاکی نوآباد ، نرگس زارهای نوآباد ، سد خاکی شهرك امام خميني ، بلبلی و چاه باریک.
خاک حاصلخیز و آب خیلی خوب این منطقه، باعث شده که این دهستان نقش به سزایی در تولیدات محصولات کشاورزی داشته باشد و همچنین در فصل بهار، چشم‌اندازهای زیبایی را به دیدهٔ رهگذران، ارزانی کند.